# Chara (artiste)
Pour les articles homonymes, voir Chara.
Chara, de son vrai nom Miwa Satō (佐藤　美和, Satō Miwa), est une artiste musicale auteur-compositeur-interprète dans le genre pop rock, née le 13 janvier 1968 à Kawaguchi, Saitama (Japon).
Mariée en 1995 à l'acteur Tadanobu Asano après leur rencontre sur le film Picnic, de Shunji Iwai, ils ont eu deux enfants. Une fille, Sumire, née en 1995, et un garçon, Himi, né en 1999.
Sa voix douce et rauque la distingue des autres chanteuses j-pop.
Pourtant, elle est souvent plus connue pour ses interprétations au cinéma, comme dans Swallowtail and Butterfly.